# الاعتراف (مسلسل)
الاعتراف (بالإنجليزية: The Confession) مُسلسل دراما - جريمة أمريكي. عرض في 28 مارس، 2011، على هولو. من كيفر سثرلاند وبطولة كيفر سثرلاند، جون هرت وماكس كاسيلا. تكون المسلسل من عشرة حلقات وتستمر الحلقة الواحدة 5-7 دقيقة.

## الحلقات
1. «الفصل الأول» — عرض في 28 مارس، 2011
2. «الفصل الثاني» — عرض في 28 مارس، 2011
3. «الفصل الثالث» — عرض في 28 مارس، 2011
4. «الفصل الرابع» — عرض في 5 أبريل، 2011
5. «الفصل الخامس» — عرض في 5 أبريل، 2011
6. «الفصل السادس» — عرض في 11 أبريل، 2011
7. «الفصل السابع» — عرض في 18 أبريل، 2011
8. «الفصل الثامن» — عرض في 25 أبريل، 2011
9. «الفصل التاسع» — عرض في 2 مايو، 2011
10. «الفصل العاشر» — عرض في 2 مايو، 2011

## الإصدار المنزلي
إطلق المسلسل على قرص مدمج (DVD) في 24 يناير، 2012.

## وصلات خارجية
- الإعتراف على موقع IMDb (الإنجليزية)
- الإعتراف على موقع قاعدة بيانات الفيلم (الإنجليزية)
- الإعتراف على موقع ليتربوكسد (الإنجليزية)
- الإعتراف على موقع كينوبويسك (الروسية)
- الإعتراف على موقع ألو سيني (الفرنسية)
- الإعتراف على موقع قاعدة بيانات الفيلم (الإنجليزية)